# Сёдъю
Сёдъю или Седью (устар.: Сёд-Ёль, Сед-Иоль) — река в России, течет по территории Усть-Куломского и Троицко-Печорского районов Республики Коми. Устье реки находится в 81 км от устья Южной Мылвы по левому берегу. Длина реки составляет 56 км.

## Данные водного реестра
По данным государственного водного реестра России относится к Двинско-Печорскому бассейновому округу, водохозяйственный участок реки — Вычегда от истока до города Сыктывкар, речной подбассейн реки — Вычегда. Речной бассейн реки — Северная Двина.
Код объекта в государственном водном реестре — 03020200112103000014404.